# Werner Lempert
Werner Lempert (* 23. Juli 1937 in Erlenbusch, Schlesien) ist ein ehemaliger deutscher Slalom-Kanute und späterer Trainer und Sportfunktionär, der für den SC DHfK (Deutsche Hochschule für Körperkultur) Leipzig und die DDR-Nationalmannschaft an den Start ging.

## Werdegang
Bei den Weltmeisterschaften 1963 und 1965 in Spittal (Österreich) im Kanu-Slalom und Wildwasserrennen war er in der Disziplin Zweier-Canadier (C2) mixed erfolgreich. Mit seinen Partnerinnen Margitta Krüger (1963) und Edith Grabo (1965) errang er eine Gold-, zwei Silber- und eine Bronzemedaille.
Nach dem Ende seiner aktiven Karriere als Leistungssportler wurde Lempert Hochschulsportlehrer an der DHfK Leipzig und danach Trainer und Sportfunktionär.
Als Verbandstrainer Kanu-Slalom führte er die Olympiamannschaft der DDR im Kanu-Slalom 1972 in Augsburg (München) zu vier Goldmedaillen (Einer-Kajak (K1) Damen – Angelika Bahmann, Einer-Canadier (C1) Herren Reinhard Eiben, K1 Herren – Siegbert Horn, C2 Herren – Walter Hofmann, Rolf-Dieter Amend) und einer Bronzemedaille (K1 Herren – Harald Gimpel). Damit gingen alle im Kanu-Slalom 1972 möglichen Goldmedaillen an die Olympiamannschaft der DDR. Den Heimvorteil des Gastgebers, auf der ersten künstlichen Slalomstrecke der Welt, hatte Werner Lempert durch den Nachbau der Olympiastrecke in Zwickau etwas verringert. Nach 1972 wurde die Sportart bis 1992 wieder aus dem olympischen Programm gestrichen. Als wissenschaftlicher Leiter für Kanu-Rennsport war Werner Lempert (mit  Helmut Zänsler) an der Vorbereitung auf drei Gold- und eine Silbermedaille bei den Olympischen Spielen 1976 beteiligt.
Danach führte er als Generalsekretär des DFV (Deutscher Fußball-Verband) die DDR-Nationalmannschaft Fußball zur Olympia-Goldmedaille („Das Wunder von Montreal“) 1976 (mit Georg Buschner als Trainer) und zur Silbermedaille in Moskau 1980 (mit Rudi Krause als Trainer).
Lempert übernahm 1983 die Leitung des Wasserfahrsportclubs SC Berlin-Grünau als Vorsitzender, dessen Sportler bei den Olympischen Spielen in Seoul 1988 erfolgreich waren: 17 Kanuten, Ruderer und Segler qualifizierten sich für die Olympiamannschaft der DDR, 14 waren Starter. 10 kamen als Goldmedaillengewinner zurück, 2 erreichten Bronze und 2 wurden Siebente. Das hätte einen vorderen Platz in der Länderwertung bedeutet.
Werner Lempert war ehrenamtliches Mitglied des Bundesvorstandes des DTSB der DDR (Deutscher Turn- und Sportbund), Vizepräsident des Deutschen Kanu-Sport-Verband (DKSV) der DDR und Mitglied der Slalom- und Rennsportkommission der ICF (Internationale Canoe Föderation). Er war internationaler Schiedsrichter der ICF für Kanu-Slalom und Kanu-Rennsport.
1989 wurde Werner Lempert zum Generalsekretär des DKSV der DDR gewählt. Er organisierte mit dem Deutschen Kanu-Verband (DKV) die Vereinigung beider deutschen Verbände 1991.
Als Leiter der Außenstelle des DKV in Berlin bis 1992 koordinierte er den Aufbau der Landesverbände des DKV in den neuen Bundesländern. Werner Lempert übernahm danach ehrenamtlich die Leitung der Abteilung Kanu im SC Berlin-Grünau und ist heute Ehrenvorsitzender.

## Persönliches
Werner Lempert wurde im schlesischen Erlenbusch (Kreis Waldenburg) geboren und wuchs mit 3 Schwestern in Wüstegiersdorf auf. Seine Eltern waren Textilarbeiter und wurden 1946 nach Leipzig umgesiedelt. Er besuchte bis 1952 die Uhlandschule in Leipzig-Lindenau und erlernte danach den Beruf eines Elektromonteurs beim VEB Starkstrom Anlagenbau Leipzig -VEM-. In dieser Zeit turnte er bei der BSG Empor Lindenau (Jugendbezirksmeister) und spielte Fußball bei der BSG Stahl Nordwest. Bis 1959 arbeitete er als Elektromonteur in verschiedenen Kraftwerken der DDR.
Danach, 1959–1962, erwarb Werner Lempert das Abitur an der Arbeiter- und Bauern-Fakultät (ABF) der DHfK und schloss 1966 das Studium an der Sporthochschule als Diplomsportlehrer ab. In dieser Zeit war er aktiver Leistungssportler als Slalom-Kanute beim SC DHfK und von 1962 bis 1965 Mitglied der Nationalmannschaft. Es folgte eine Anstellung im Institut Wasserfahrsport-Wintersport-Touristik an der Sporthochschule und Einsatz als wissenschaftlicher Assistent und Lehrkraft. 
Werner Lempert ist seit 1964 mit der Zahnärztin Martina Lempert, geb. Kuntze verheiratet, sie haben einen gemeinsamen Sohn, Oliver Lempert. Die Familie lebt seit 1978 in Berlin.

## Auszeichnungen
Für seine Erfolge als Sportler, Trainer und Funktionär wurde Werner Lempert mit staatlichen und gesellschaftlichen Auszeichnungen geehrt. Dazu gehören:
- Vaterländischer Verdienstorden in Silber und Bronze
- Banner der Arbeit
- Meister des Sportes
- Arthur-Becker-Medaille
- Goldenes Paddel
- Goldene Ehrennadel des DKSV der DDR
- Ehrennadel des DFV der DDR
- Goldene Ehrenmedaille des SC Berlin-Grünau
- Goldene Ehrennadel des LKV Berlin
- Ehren-Lizenz als Trainer des DKV
- EHRENBRIEF des DKV

## Veröffentlichungen
- Das kleinere Deutschland paddelt zur Weltspitze. In: 100 Jahre für den Kanusport. Reinmuth/Strubel, Verlag: Deutscher Kanu-Verband, 1. Edition, 2014, ISBN 978-3-937743-40-0.
- Eine gelungene Vereinigung der deutschen Kanuverbände. In: Erlebte Sportgeschichte – Einst und Heute. 3. Buch, Freundeskreis der Sportsenioren des DTSB der DDR, 2017.
- Der Arbeitsausschuss des DTSB der DDR und sein Arbeitssekretariat. In: Erlebte Sportgeschichte – Einst und Heute. 4. Buch, Freundeskreis der Sportsenioren des DTSB der DDR, 2019.
- Kanu-Sport in der DDR – Die Kanu-Touristik. (Autorenkollektiv), 1. Auflage, DKV – Wirtschafts- und Verlags GmbH, 2002, ISBN 3-924580-90-1.

## Dokumentarfilme
- Die Goldmacher – Sport in der DDR. Dokumentarfilm von Albert Knechtel, Provobis/ZDF, 2008.
- Kanal voll. Das Geheimnis der Zwickauer Kanuslalomstrecke. Dokumentation Der Osten – Entdecke wo du lebst. Folge 262,  MDR Fernsehen, 2017.